# Celtis loxensis
Celtis loxensis är en hampväxtart som beskrevs av C.C.Berg. Celtis loxensis ingår i släktet Celtis och familjen hampväxter. Inga underarter finns listade i Catalogue of Life.